# Sò quéo
Sò quéo, hay còn gọi là sò vẹo, sò dẹo, sò méo, là tên thông dụng tại Việt Nam dùng để chỉ một số loại sò có hình dáng vỏ bên ngoài hơi lệch, như Byssogerdius striatulus (Hanley, 1843), Arcuatula senhousia (Benson, 1842)... Ở Việt Nam, sò quéo sống chủ yếu ở vùng biển miền Trung kéo dài vào miền Nam, tuy phân bố trên diện rộng nhưng số lượng không nhiều.

## Đặc điểm

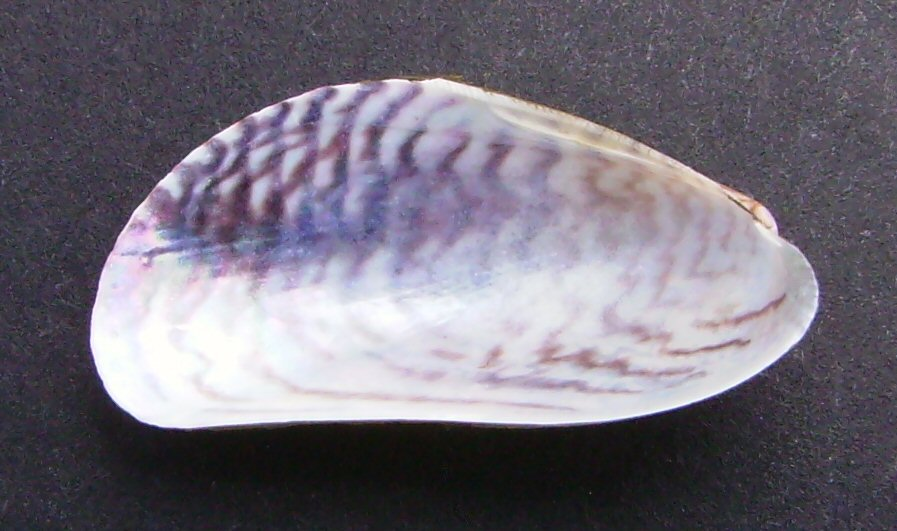
Một mảnh vỏ bên trái của sò quéo Arcuatula senhousia.

Sò vẹo khá lớn, con trưởng thành to bằng hai ngón tay người lớn. Sò quéo có hình dáng hơi xù xì, gần giống như con vẹm xanh nhưng lớn hơn, nướng mỡ hành với phần thịt dai mềm ăn rất hấp dẫn. Tên gọi sò quéo bắt nguồn từ hai chiếc vỏ hơi cong của nó. Con sò quéo rất dễ phân biệt với các loại sò khác, chỉ cần nhìn qua hình dạng bề ngoài. Chúng có thịt ngọt, thơm ngon, lành tính nên được nhiều người ưa thích, loại sò này thường được bán với giá cao hơn so với các loại hải sản phổ biến khác. Chúng có thịt chắc, dày và thơm ngậy. 

## Tập tính
Chúng sinh trưởng trong môi trường tự nhiên, chủ yếu là sống trong các ghềnh đá, rặng san hô, muốn đánh bắt chúng, ngư dân phải lặn xuống gỡ từng con một. Sò quéo phân bố nhiều ở các tỉnh miền Trung, ngư dân thường bắt chúng trong các gành đá hay bên ngoài lồng bè nuôi tôm hùm vì chúng thường đu bám để ăn ké thức ăn của tôm. Sò quéo thường sống trong các gành đá hoặc đu bám trên các bè nuôi tôm để tìm kiếm thức ăn. Mùa hè là mùa sò quéo rộ nhất trong năm. 

## Trong ẩm thực

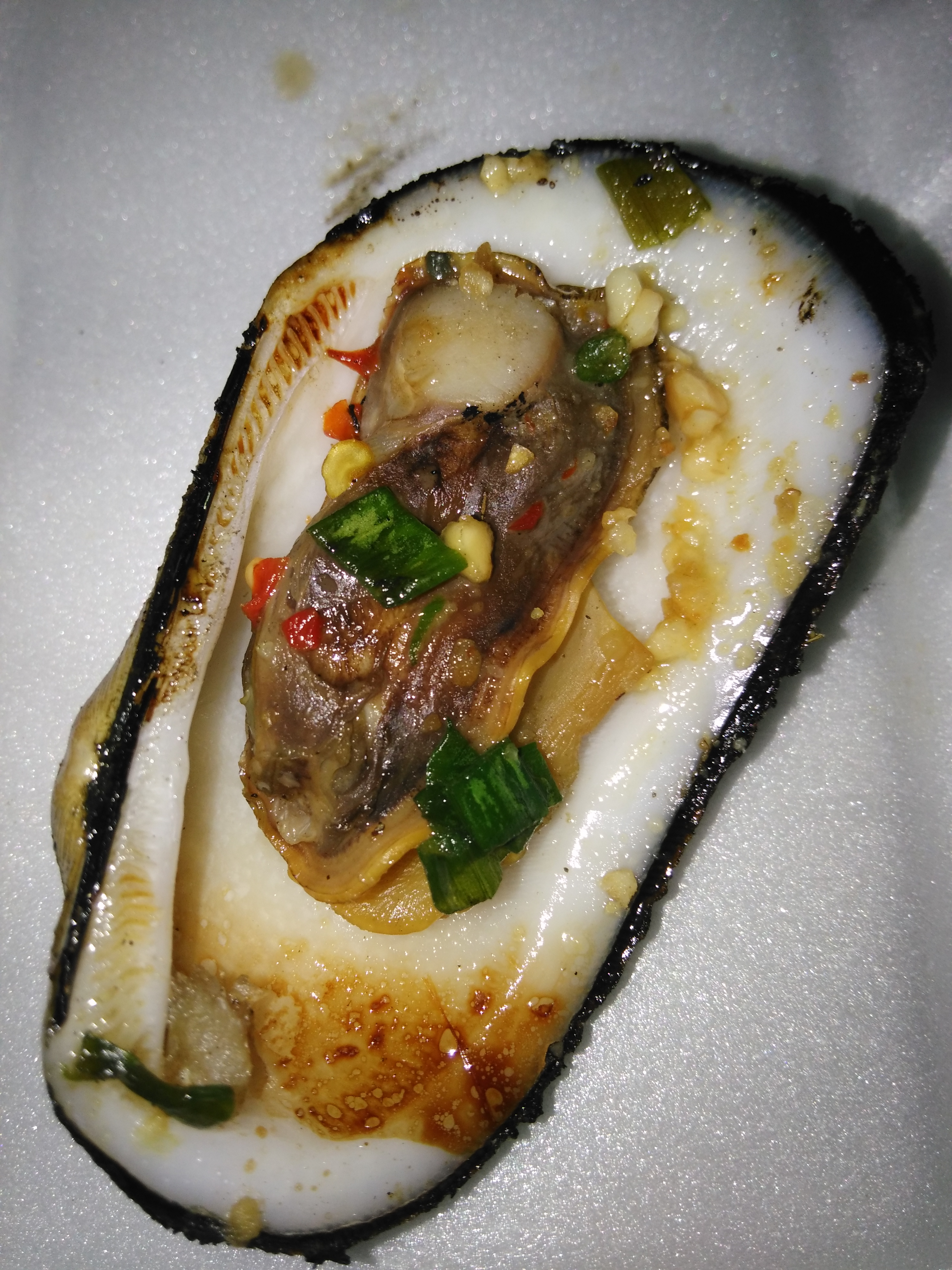
Một phần sò dẹo nướng mỡ hành.

Sò vẹo bắt về được rửa sạch và chế biến thành nhiều món ăn ngon như nấu cháo, hấp, luộc. Riêng sò vẹo nướng mỡ hành, đây là món chế biến khá công phu nhưng lại được nhiều người ưa thích vì cho thịt ngọt, giòn ngon và hơi béo. Để làm món này, phải chọn con sò còn sống thì khi chế biến thịt sò mới giòn, thơm ngọt. Sò được rửa sạch vỏ bên ngoài, rồi đem luộc vừa há miệng (không luộc chín vì khi nướng sẽ làm thịt sò khô, không có vị ngọt) thì vớt ra.
Sò được tách bỏ một bên vỏ, rồi xếp lên vỉ nướng chín trên bếp than hồng. Khi thịt sò tiết nước ra, bắt đầu cho mỡ hành lên, nướng đến khi món ăn tỏa mùi thơm nức của mỡ hành thì gắp sò ra đĩa, rắc lên ít đậu phộng rang rồi dùng khi còn nóng. Thịt sò vẹo nướng chín căng tròn, cùng với đó là hương thơm thoang thoảng của mỡ hành. Thịt sò giòn giòn, vị ngọt đặc trưng hòa với vị đậm đà của nước chấm đang lan tỏa trong miệng.